# Agave acklinicola
Agave acklinicola — суккулент, вид рода Агава (Agave) семейства Спаржевые (Asparagaceae). Изначально эндемик острова Аклинс Багамских островов.
Листья длинные, прямые или слегка изогнутые, гладкие, глянцевые, серого оттенка. Верхушки листьев заострённые, красно-коричневого цвета. По краям листья покрыты коническими колючками длиной 1—1,5 мм, расстояние между колючками составляет 5—10 мм.